# Capparis olacifolia
Capparis olacifolia är en kaprisväxtart som beskrevs av Joseph Dalton Hooker och Thoms. Capparis olacifolia ingår i släktet Capparis och familjen kaprisväxter. Inga underarter finns listade i Catalogue of Life.